# Леди в клетке
«Леди в клетке» (англ. Lady in a Cage) — американский чёрно-белый психологический триллер 1964 года режиссёра Уолтера Граумана. В главных ролях снялись Оливия де Хэвилленд, а также Джеймс Каан, для которого роль в фильме стала первой значительной в карьере.

## Сюжет
Миссис Корнелия Хилард — богатая вдова, живущая в особняке со своим сыном Малкольмом. После того как она ломает шейку бедра, в доме устанавливают лифт для её комфортного перемещения между этажами. Для оповещения посторонних кабина лифта оснащена тревожной кнопкой, звонок которой укреплён на наружном фасаде дома.
На День независимости Малкольм отправляется на пикник с друзьями, неосторожно задев при этом своим автомобилем прислонённую к стене дома пожарную лестницу, которая повреждает наружную электропроводку. К несчастью, именно в этот момент Корнелия оказывается в кабине своего лифта, застрявшего между первым и вторым этажами. Беспомощная пожилая женщина, взявшая с собой лишь портативный радиоприёмник, любимую книжку и вазочку с цветами, до хрипоты зовёт на помощь, сокрушаясь о том, что отпустила служанку на выходные. В отчаянии она начинает звонить в аварийный звонок, пытаясь привлечь внимание прохожих. 
Однако проезжающие автомобили глушат тревожный сигнал, который случайно слышит лишь бездомный алкоголик Джордж по прозвищу «Покайся». Привлечённый звуками, он проникает в чужой дом, выбив оконное стекло, но вместо того чтобы помочь хозяйке освободиться, решает воспользоваться её богатством. Прихватив несколько бутылок дорогого вина, он похищает с её кухни тостер, отнеся его к местному скупщику краденого Полу, после чего навещает знакомую проститутку Сэйд, которой рассказывает о доме, где можно хорошенько поживиться. 
На его беду, в скупке его замечают трое молодых бандитов: верзила-ирландец Рэндалл, его девушка Элейн и юный мексиканец Эсси. Выследив неосторожных Джорджа и Сэйд, они проникают вслед за ними в жилище Корнелии, после чего жестоко избивают бродягу, а его подружку заставляют таскать награбленное в свою машину. Вместо того чтобы помочь вконец обессилевшей хозяйке, безуспешно пытающейся дотянуться до стоящего внизу на тумбочке телефона, они весело дурачатся, разоряя дом и нежась в чужой ванной. 
В конце концов, в их головы приходит шальная мысль убрать ненужных свидетелей, после чего Эсси убивает несчастного Джорджа, а Рэндалл запирает в кладовке обезумевшую Сэйд. Остаётся заблокированная в лифте хозяйка, с ужасом наблюдающая за происходящим из своей темницы, и Рэндалл поднимается к ней по приставной лестнице, чтобы придушить. Попытка несчастной Корнелии защититься от убийцы с помощью отвинченных от кабины металлических рычажков вызывает у банды смех, но неожиданно в дом врываются подручные Пола, узнавшего от болтливой Сэйд о неожиданной поживе. Основательно избив Рэндалла и Эсси, взрослые грабители бесцеремонно завладевают содержимым их машины, а вслед за этим предусмотрительно ретируются. 
Униженный Рэндалл вне себя от ярости, но шустрый Эсси находит в спальне письмо Малкольма, сообщившего матери, что он не в силах терпеть её многолетнюю опеку и намеревается на самом деле покончить с собой. Помимо этого, сын Корнелии неосмотрительно завещает ей ценности из тайного сейфа, и юные бандиты решают, что получили, наконец, главный куш. Отправившись на второй этаж, они забывают о хозяйке, которой удаётся, наконец, выбраться из лифта, банально свалившись по стремянке на пол первого этажа. Полубесчувственная старушка с трудом открывает дверь и сползает на улицу по ступенькам крыльца, призывая на помощь прохожих. Однако в шумном городе её по-прежнему никто не замечает, а вернувшийся Рэндалл хватает её и тащит обратно в дом. Отчаявшаяся Корнелия выкалывает своему мучителю глаза вышеназванными рычажками из лифта, которые тот забыл у неё отобрать. 
Преследуя хозяйку, ослепший Рэндалл безуспешно просит помощи у одуревших от жадности Эсси и Элейн, после чего выбирается на улицу, попав под колёса проезжающего автомобиля. Лишь после этого равнодушные соседи и автовладельцы обращают внимание на распластанную рядом Корнелию и вызывают полисменов. Эсси и Элейн арестованы, чудом спасшаяся Сэйд освобождена, а в доме вновь загорается свет. Но Корнелия, до глубины души потрясённая увиденной жестокостью и поступком родного сына, лишается рассудка и лишь смеётся безумным смехом…

## Актёры
| Актёр                | Роль                                      |
| -------------------- | ----------------------------------------- |
| Оливия де Хэвилленд  | миссис Корнелия Хилард                    |
| Джеймс Каан          | Рэндалл О'Коннел                          |
| Дженнифер Биллингсли | Элейн                                     |
| Джефф Кори           | Джордж Л. Брэди-младший ака Покайся       |
| Энн Сотерн           | Сэйд                                      |
| Рафаэль Кэмпос       | Эсси                                      |
| Уильям Свон          | Мальколм Хилард                           |
| Чарльз Сил           | мистер Пол (скупщик краденого)            |
| Скэтмэн Крозерс      | помощник мистера Пола                     |
| Ричард Кил           | громила мистера Пола (в титрах не указан) |
| Рон Нимэн            | сосед (в титрах не указан)                |